# Olympische Sommerspiele 2024/Gewichtheben
Bei den Olympischen Sommerspielen 2024 in Paris wurden vom 7. bis 11. August in der Arena Paris Sud 6 Wettbewerbe im Gewichtheben ausgetragen. Die Anzahl der Gewichtsklassen wurde pro Geschlecht von jeweils sieben auf jeweils fünf reduziert.

## Bilanz

### Medaillenspiegel
| Platz  | Land                           | Gold | Silber | Bronze | Gesamt |
| ------ | ------------------------------ | ---- | ------ | ------ | ------ |
| 1      | China                          | 5    | –      | –      | 5      |
| 2      | Bulgarien                      | 1    | –      | 1      | 2      |
| 2      | Vereinigte Staaten             | 1    | –      | 1      | 2      |
| 4      | Georgien                       | 1    | –      | –      | 1      |
| 4      | Indonesien                     | 1    | –      | –      | 1      |
| 4      | Norwegen                       | 1    | –      | –      | 1      |
| 7      | Thailand                       | –    | 2      | 1      | 3      |
| 8      | Kolumbien                      | –    | 2      | –      | 2      |
| 9      | Ägypten                        | –    | 1      | –      | 1      |
| 9      | Armenien                       | –    | 1      | –      | 1      |
| 9      | Kanada                         | –    | 1      | –      | 1      |
| 9      | Rumänien                       | –    | 1      | –      | 1      |
| 9      | Südkorea                       | –    | 1      | –      | 1      |
| 9      | Usbekistan                     | –    | 1      | –      | 1      |
| 15     | Ecuador                        | –    | –      | 2      | 2      |
| 16     | Bahrain                        | –    | –      | 1      | 1      |
| 16     | Chinesisch Taipeh              | –    | –      | 1      | 1      |
| 16     | Großbritannien                 | –    | –      | 1      | 1      |
| 16     | Individuelle Neutrale Athleten | –    | –      | 1      | 1      |
| 16     | Italien                        | –    | –      | 1      | 1      |
| Gesamt | Gesamt                         | 10   | 10     | 10     | 30     |

### Medaillengewinner
Männer
| Disziplin          | Gold                    | Silber                    | Bronze                   |
| ------------------ | ----------------------- | ------------------------- | ------------------------ |
| Klasse bis 61 kg   | Li Fabin (CHN)          | Theerapong Silachai (THA) | Hampton Morris (USA)     |
| Klasse bis 73 kg   | Rizki Juniansyah (INA)  | Weeraphon Wichuma (THA)   | Boschidar Andreew (BUL)  |
| Klasse bis 89 kg   | Karlos Nassar (BUL)     | Yeison López (COL)        | Antonino Pizzolato (ITA) |
| Klasse bis 102 kg  | Liu Huanhua (CHN)       | Akbar Joʻrayev (UZB)      | Jauheni Zichanzou (AIN)  |
| Klasse über 102 kg | Lascha Talachadse (GEO) | Warasdat Lalajan (ARM)    | Gor Minasjan (BRN)       |

Frauen
| Disziplin         | Gold                 | Silber               | Bronze                   |
| ----------------- | -------------------- | -------------------- | ------------------------ |
| Klasse bis 49 kg  | Hou Zhihui (CHN)     | Mihaela Cambei (ROU) | Surodchana Khambao (THA) |
| Klasse bis 59 kg  | Luo Shifang (CHN)    | Maude Charron (CAN)  | Kuo Hsing-chun (TPE)     |
| Klasse bis 71 kg  | Olivia Reeves (USA)  | Mari Sánchez (COL)   | Angie Palacios (ECU)     |
| Klasse bis 81 kg  | Solfrid Koanda (NOR) | Sara Ahmed (EGY)     | Neisi Dajomes (ECU)      |
| Klasse über 81 kg | Li Wenwen (CHN)      | Park Hye-jeong (KOR) | Emily Campbell (GBR)     |

## Zeitplan
| Zeitplan Gewichtheben | Zeitplan Gewichtheben | Zeitplan Gewichtheben | Zeitplan Gewichtheben | Zeitplan Gewichtheben | Zeitplan Gewichtheben |
| Wettbewerbe           | August                | August                | August                | August                | August                |
| Männer                | 7.                    | 8.                    | 9.                    | 10.                   | 11.                   |
| --------------------- | --------------------- | --------------------- | --------------------- | --------------------- | --------------------- |
| Klasse bis 61 kg      |                       |                       |                       |                       |                       |
| Klasse bis 73 kg      |                       |                       |                       |                       |                       |
| Klasse bis 89 kg      |                       |                       |                       |                       |                       |
| Klasse bis 102 kg     |                       |                       |                       |                       |                       |
| Klasse ab 102 kg      |                       |                       |                       |                       |                       |
| Frauen                | 7.                    | 8.                    | 9.                    | 10.                   | 11.                   |
| Klasse bis 49 kg      |                       |                       |                       |                       |                       |
| Klasse bis 59 kg      |                       |                       |                       |                       |                       |
| Klasse bis 71 kg      |                       |                       |                       |                       |                       |
| Klasse bis 81 kg      |                       |                       |                       |                       |                       |
| Klasse über 81 kg     |                       |                       |                       |                       |                       |
| Entscheidungen        | 2                     | 2                     | 2                     | 3                     | 1                     |

|  | Medaillenentscheidung |

## Ergebnisse Männer

### Klasse bis 61 kg (Bantamgewicht)
| Platz | Land | Sportler            | Reißen (kg) | Stoßen (kg) | Gesamt (kg) |
| ----- | ---- | ------------------- | ----------- | ----------- | ----------- |
| 1     | CHN  | Li Fabin            | 143 (OR)    | 167         | 310         |
| 2     | THA  | Theerapong Silachai | 132         | 171         | 303         |
| 3     | USA  | Hampton Morris      | 126         | 172         | 298         |
| 4     | MAS  | Mohamad Aniq Kasdan | 130         | 167         | 297         |
| 5     | PNG  | Morea Baru          | 118         | 161         | 279         |
| 6     | GEO  | Schota Mischwelidse | 121         | 135         | 256         |
| 7     | KIR  | Kaimauri Erati      | 100         | 120         | 220         |

Datum: 7. August 2024, 15:00 Uhr
12 Teilnehmer aus 12 Ländern

### Klasse bis 73 kg (Leichtgewicht)
| Platz | Land | Sportler              | Reißen (kg) | Stoßen (kg) | Gesamt (kg) |
| ----- | ---- | --------------------- | ----------- | ----------- | ----------- |
| 1     | INA  | Rizki Juniansyah      | 155         | 199 (OR)    | 354         |
| 2     | THA  | Weeraphon Wichuma     | 148         | 198 (WJR)   | 346         |
| 3     | BUL  | Boschidar Andreew     | 154         | 190         | 344         |
| 4     | TUR  | Muhammed Furkan Özbek | 150         | 191         | 341         |
| 5     | COL  | Luis Javier Mosquera  | 155         | 185         | 340         |
| 6     | JPN  | Masanori Miyamoto     | 151         | 187         | 338         |
| 7     | KOR  | Bak Joo-hyo           | 147         | 187         | 334         |
| 8     | TUN  | Karem Ben Hnia        | 149         | 181         | 330         |

Datum: 8. August 2024, 19:30 Uhr
12 Teilnehmer aus 12 Ländern

### Klasse bis 89 kg (Halbschwergewicht)
| Platz | Land | Sportler            | Reißen (kg) | Stoßen (kg)       | Gesamt (kg)       |
| ----- | ---- | ------------------- | ----------- | ----------------- | ----------------- |
| 1     | BUL  | Karlos Nassar       | 180         | 224 (WR, OR, WJR) | 404 (WR, OR, WJR) |
| 2     | COL  | Yeison López        | 180         | 210               | 390               |
| 3     | ITA  | Antonino Pizzolato  | 172         | 212               | 384               |
| 4     | MDA  | Marin Robu          | 175         | 208               | 383               |
| 5     | IRI  | Mir Mostafa Javadi  | 168         | 204               | 372               |
| 6     | KOR  | Yu Dong-ju          | 168         | 203               | 371               |
| 7     | ARM  | Andranik Karapetjan | 170         | 200               | 370               |
| 8     | VEN  | Keydomar Vallenilla | 162         | 196               | 358               |

Datum: 9. August 2024, 15:00 Uhr
12 Teilnehmer aus 12 Ländern

### Klasse bis 102 kg (Schwergewicht)
| Platz | Land | Sportler           | Reißen (kg) | Stoßen (kg) | Gesamt (kg) |
| ----- | ---- | ------------------ | ----------- | ----------- | ----------- |
| 1     | CHN  | Liu Huanhua        | 186         | 220         | 406         |
| 2     | UZB  | Akbar Joʻrayev     | 185         | 219         | 404         |
| 3     | AIN  | Jauheni Zichanzou  | 183         | 219         | 402         |
| 4     | ARM  | Garik Karapetjan   | 186         | 212         | 398         |
| 5     | GEO  | Irakli Tschcheidse | 179         | 214         | 393         |
| 6     | BRN  | Lesman Paredes     | 181         | 211         | 392         |
| 7     | EOR  | Ramiro Mora        | 166         | 210         | 376         |
| 8     | USA  | Wesley Kitts       | 172         | 202         | 374         |

Datum: 10. August 2024, 11:30 Uhr
13 Teilnehmer aus 12 Ländern 

### Klasse über 102 kg (Superschwergewicht)
| Platz | Land | Sportler             | Reißen (kg) | Stoßen (kg) | Gesamt (kg) |
| ----- | ---- | -------------------- | ----------- | ----------- | ----------- |
| 1     | GEO  | Lascha Talachadse    | 215         | 255         | 470         |
| 2     | ARM  | Warasdat Lalajan     | 215         | 252         | 467         |
| 3     | BRN  | Gor Minasjan         | 216         | 245         | 461         |
| 4     | IRI  | Ali Davoudi          | 205         | 242         | 447         |
| 5     | SYR  | Man Asaad            | 197         | 241         | 438         |
| 6     | IRQ  | Ali Ammar Rubaiawi   | 200 (WJR)   | 237         | 437 (WJR)   |
| 7     | EGY  | Abdelrahman El-Sayed | 183         | 233         | 416         |
| 8     | NZL  | David Liti           | 184         | 231         | 415         |

Datum: 10. August 2024, 11:30 Uhr
12 Teilnehmer aus 12 Ländern

## Ergebnisse Frauen

### Klasse bis 49 kg (Bantamgewicht)
| Platz | Land | Sportlerin            | Reißen (kg) | Stoßen (kg) | Gesamt (kg) |
| ----- | ---- | --------------------- | ----------- | ----------- | ----------- |
| 1     | CHN  | Hou Zhihui            | 89          | 117         | 206         |
| 2     | ROU  | Mihaela Cambei        | 93          | 112         | 205         |
| 3     | THA  | Surodchana Khambao    | 88          | 112         | 200         |
| 4     | IND  | Saikhom Mirabai Chanu | 88          | 111         | 199         |
| 5     | USA  | Jourdan Delacruz      | 84          | 111         | 195         |
| 6     | TPE  | Fang Wan-ling         | 86          | 107         | 193         |
| 7     | DOM  | Beatriz Pirón         | 85          | 107         | 192         |
| 8     | JPN  | Rira Suzuki           | 83          | 108         | 191         |

Datum: 7. August 2024, 19:30 Uhr
12 Teilnehmerinnen aus 12 Ländern

### Klasse bis 59 kg (Leichtgewicht)
| Platz | Land | Sportlerin      | Reißen (kg) | Stoßen (kg) | Gesamt (kg) |
| ----- | ---- | --------------- | ----------- | ----------- | ----------- |
| 1     | CHN  | Luo Shifang     | 107 (OR)    | 134 (OR)    | 241 (OR)    |
| 2     | CAN  | Maude Charron   | 106         | 130         | 236         |
| 3     | TPE  | Kuo Hsing-chun  | 105         | 130         | 235         |
| 4     | VEN  | Anyelin Venegas | 102         | 128         | 230         |
| 5     | NGR  | Rafiatu Lawal   | 100         | 130         | 230         |
| 6     | PHI  | Elreen Ando     | 100         | 130         | 230         |
| 7     | UKR  | Kamila Konotop  | 104         | 123         | 227         |
| 8     | MEX  | Janeth Gómez    | 95          | 122         | 217         |

Datum: 8. August 2024, 15:00 Uhr
12 Teilnehmerinnen aus 12 Ländern

### Klasse bis 71 kg (Halbschwergewicht)
| Platz | Land | Sportlerin        | Reißen (kg) | Stoßen (kg) | Gesamt (kg) |
| ----- | ---- | ----------------- | ----------- | ----------- | ----------- |
| 1     | USA  | Olivia Reeves     | 117 (OR)    | 145         | 262         |
| 2     | COL  | Mari Sánchez      | 112         | 145         | 257         |
| 3     | ECU  | Angie Palacios    | 116         | 140         | 256         |
| 4     | AIN  | Sjusanna Walodska | 111         | 135         | 246         |
| 5     | FRA  | Marie Fegue       | 110         | 133         | 243         |
| 6     | TPE  | Chen Wen-huei     | 103         | 133         | 236         |
| 7     | NGR  | Joy Ogbonne Eze   | 101         | 131         | 232         |
| 8     | BRA  | Amanda Schott     | 106         | 123         | 229         |

Datum: 9. August 2024, 19:30 Uhr
12 Teilnehmerinnen aus 12 Ländern

### Klasse bis 81 kg (Schwergewicht)
| Platz | Land | Sportlerin        | Reißen (kg) | Stoßen (kg) | Gesamt (kg) |
| ----- | ---- | ----------------- | ----------- | ----------- | ----------- |
| 1     | NOR  | Solfrid Koanda    | 121         | 154 (OR)    | 275 (OR)    |
| 2     | EGY  | Sara Ahmed        | 117         | 151         | 268         |
| 3     | ECU  | Neisi Dajomes     | 122         | 145         | 267         |
| 4     | AUS  | Eileen Cikamatana | 117         | 145         | 262         |
| 5     | DOM  | Yudelina Mejía    | 111         | 145         | 256         |
| 6     | KOR  | Kim Su-hyeon      | 110         | 140         | 250         |
| 7     | BRA  | Laura Amaro       | 105         | 135         | 240         |
| 8     | UZB  | Rigina Adashbaeva | 105         | 131         | 236         |

Datum: 10. August 2024, 16:00 Uhr
13 Teilnehmerinnen aus 12 Ländern 

### Klasse über 81 kg (Superschwergewicht)
| Platz | Land | Sportlerin          | Reißen (kg) | Stoßen (kg) | Gesamt (kg) |
| ----- | ---- | ------------------- | ----------- | ----------- | ----------- |
| 1     | CHN  | Li Wenwen           | 136         | 173         | 309         |
| 2     | KOR  | Park Hye-jeong      | 131         | 168         | 299         |
| 3     | GBR  | Emily Campbell      | 126         | 162         | 288         |
| 4     | ECU  | Lisseth Ayoví       | 123         | 160         | 283         |
| 5     | USA  | Mary Theisen-Lappen | 119         | 155         | 274         |
| 6     | THA  | Duangaksorn Chaidee | 120         | 152         | 272         |
| 7     | EGY  | Halima Abbas        | 115         | 145         | 260         |
| 8     | VEN  | Naryury Pérez       | 114         | 145         | 259         |

Datum: 11. August 2024, 11:30 Uhr
12 Teilnehmerinnen aus 12 Ländern

## Qualifikation
| Nation                         | Männer | Männer | Männer | Männer  | Männer  | Frauen | Frauen | Frauen | Frauen | Frauen | Gesamt |
| Nation                         | -61 kg | -73 kg | -89 kg | -102 kg | +102 kg | -49 kg | -59 kg | -71 kg | -81 kg | +81 kg | Gesamt |
| ------------------------------ | ------ | ------ | ------ | ------- | ------- | ------ | ------ | ------ | ------ | ------ | ------ |
| Ägypten                        |        |        | X      |         | X       |        |        | X      | X      | X      | 5      |
| Algerien                       |        |        |        |         | X       |        |        |        |        |        | 1      |
| Armenien                       |        |        | X      | X       | X       |        |        |        |        |        | 3      |
| Australien                     |        |        | X      |         |         |        |        | X      | X      |        | 3      |
| Bahrain                        |        |        |        | X       | X       |        |        |        |        |        | 2      |
| Belgien                        |        |        |        |         |         | X      |        |        |        |        | 1      |
| Brasilien                      |        |        |        |         |         |        |        | X      | X      |        | 2      |
| Bulgarien                      | X      | X      | X      |         |         |        |        |        |        |        | 3      |
| China                          | X      | X      |        | X       |         | X      | X      |        |        | X      | 6      |
| Chinesisch Taipeh              |        |        |        |         |         | X      | X      | X      |        |        | 3      |
| Dominikanische Republik        |        |        |        |         |         | X      |        |        | X      | X      | 3      |
| Ecuador                        |        |        |        |         |         |        |        | X      | X      | X      | 3      |
| Estland                        |        |        |        |         | X       |        |        |        |        |        | 1      |
| Frankreich                     |        | X      | X      |         |         |        | X      | X      |        |        | 4      |
| Georgien                       | X      |        |        | X       | X       |        |        |        |        |        | 3      |
| Großbritannien                 |        |        |        |         |         |        |        |        |        | X      | 1      |
| Guam                           |        |        |        |         |         | X      |        |        |        |        | 1      |
| Indien                         |        |        |        |         |         | X      |        |        |        |        | 1      |
| Individuelle Neutrale Athleten |        |        |        | X       |         |        |        | X      |        |        | 2      |
| Indonesien                     | X      | X      |        |         |         |        |        |        |        | X      | 3      |
| Irak                           |        |        |        |         | X       |        |        |        |        |        | 1      |
| Iran                           |        |        | X      |         | X       |        |        |        |        |        | 2      |
| Italien                        | X      |        | X      |         |         |        | X      |        |        |        | 3      |
| Japan                          |        | X      |        |         | X       | X      |        |        |        |        | 3      |
| Kanada                         |        |        | X      |         |         |        | X      |        |        |        | 2      |
| Katar                          |        |        |        | X       |         |        |        |        |        |        | 1      |
| Kiribati                       | X      |        |        |         |         |        |        |        |        |        | 1      |
| Kolumbien                      |        | X      | X      |         |         |        | X      | X      |        |        | 4      |
| Kuba                           |        |        |        |         |         |        |        |        | X      |        | 1      |
| Lettland                       |        | X      |        |         |         |        |        |        |        |        | 1      |
| Libyen                         |        |        |        | X       |         |        |        |        |        |        | 1      |
| Madagaskar                     |        |        |        |         |         | X      |        |        |        |        | 1      |
| Malaysia                       | X      |        |        |         |         |        |        |        |        |        | 1      |
| Marshallinseln                 |        |        |        |         |         |        | X      |        |        |        | 1      |
| Mexiko                         |        |        |        |         |         |        | X      |        |        |        | 1      |
| Moldau                         |        |        | X      |         |         |        |        |        |        |        | 1      |
| Mongolei                       |        |        |        |         |         |        |        |        | X      |        | 1      |
| Neuseeland                     |        |        |        |         | X       |        |        |        |        |        | 1      |
| Nigeria                        |        |        |        |         |         |        | X      | X      |        |        | 2      |
| Norwegen                       |        |        |        |         |         |        |        |        | X      |        | 1      |
| Papua-Neuguinea                | X      |        |        |         |         |        |        |        |        |        | 1      |
| Philippinen                    | X      |        |        |         |         |        | X      | X      |        |        | 3      |
| Polen                          |        |        |        |         |         |        |        |        | X      |        | 1      |
| Refugee Olympic Team           |        |        |        | X       |         |        |        |        | X      |        | 2      |
| Rumänien                       |        |        |        |         |         | X      |        | X      |        |        | 2      |
| Samoa                          |        |        |        | X       |         |        |        |        |        | X      | 2      |
| Südkorea                       |        | X      | X      | X       |         |        |        |        | X      | X      | 5      |
| Syrien                         |        |        |        |         | X       |        |        |        |        |        | 1      |
| Thailand                       | X      | X      |        |         |         | X      |        |        |        | X      | 4      |
| Tschechien                     |        |        |        |         | X       |        |        |        |        |        | 1      |
| Tunesien                       |        | X      |        |         |         |        |        |        |        |        | 1      |
| Türkei                         |        | X      |        |         |         |        |        |        |        |        | 1      |
| Turkmenistan                   |        |        |        | X       |         |        |        |        |        |        | 1      |
| Ukraine                        |        |        |        |         |         |        | X      |        |        |        | 1      |
| Usbekistan                     |        |        |        | X       |         |        |        |        | X      | X      | 3      |
| Vanuatu                        |        |        |        |         |         |        |        |        | X      |        | 1      |
| Venezuela                      |        | X      | X      |         |         | X      | X      |        |        | X      | 5      |
| Vereinigte Staaten             | X      |        |        | X       |         | X      |        | X      |        | X      | 5      |
| Vietnam                        | X      |        |        |         |         |        |        |        |        |        | 1      |
| Gesamt: 59 NOKs                | 12     | 12     | 12     | 13      | 12      | 12     | 12     | 12     | 13     | 12     | 122    |